# Sei Jūshi Bismarck
Sei Jūshi Bismarck (星銃士ビスマルク?, Sei Jūshi Bismark, letteralmente "Bismarck, i moschettieri delle stelle") è una serie anime di genere fantascientifico, prodotta dalla Pierrot nel 1984. La serie ebbe un discreto successo in Giappone. La World Events Production la riadattò, riscrivendone la trama ed i dialoghi ed apportando tagli e rimontaggi, ed ottenne la serie degli Sceriffi delle stelle.
A differenza di Golion/Voltron, questa serie è inedita in Italia nella sua forma originale.

## Trama
In un lontano futuro, l'umanità ha colonizzato altri pianeti, solari ed extrasolari. Al fine di proteggere le colonie, far rispettare le leggi e mantenere l'ordine, è stato istituito il Governo della Federazione Terrestre (GFT); tuttavia, ben presto nelle colonie cresce il malcontento per la pressione esercitata dal governo centrale, incrinando così i rapporti tra la Terra e le colonie stesse.
Mentre la pace tra la Terra e le colonie resiste a malapena, una razza non umana nota come i Deathcula invade la federazione. Senza alcuna provocazione, gli alieni attaccano le colonie ed uccidono molti civili. Rapidamente il governo federale comprende che la superiorità tecnologica degli invasori è enorme, e, nel difficile tentativo di contrastarla, il Dr. Charles Louvre sviluppa una nave spaziale trasformabile: la Bismarck.
Siccome quest'ultima ha bisogno di una squadra di specialisti per essere impiegata nelle missioni, quattro soggetti vengono riuniti ed appositamente addestrati in modo da renderli capaci di fronteggiare i successivi attacchi degli alieni alle colonie.

## Personaggi

### Protagonisti
Shinji Hikari (輝進児?, Hikari Shinji)
Diciassettenne giapponese, è il capo del gruppo. Asso del volante, Shinji è ottimista e pieno di energia, ma non di rado si comporta in modo impulsivo. Per via della sua abilità nel volo, ha seguito le orme del padre divenendo pilota militare ma in seguito ha lasciato l'esercito perché insofferente alla rigida disciplina, ed ha intrapreso una fortunata carriera di pilota automobilistico. Shinji è il campione più giovane nella storia del grand prix ma è decisamente meno fortunato con le donne: la sua timidezza lo rende nervoso quando ce ne sono troppe nelle immediate vicinanze. Ciò non gli ha impedito successivamente di iniziare una relazione con Marianne Louvre, che conosce sin dall'infanzia.

Doppiato da Yoku Shioya (giapponese)
Richard Lancelot
Lancelot ha 18 anni, è di origine scozzese ed è un agente speciale dei servizi segreti Britannici. Proprio questi hanno fatto sì che entrasse a far parte dell'equipaggio della Bismarck. La sua abilità come fantino e spadaccino lo hanno reso "leggendario". Inoltre gli viene generalmente riconosciuta la capacità di mantenersi lucido e razionale in qualsiasi circostanza; ciò lo rende capace di prendere le decisioni giuste anche nelle situazioni più difficili. Fiero delle sue origini scozzesi, è anche un raffinato suonatore di cornamusa. Spera di poter presto tornare a casa dall'amata fidanzata Cynthia.

Doppiato da Bin Shimada (giapponese)
Bill Willcox
Bill Willcox, è un americano di soli 16 anni ma è già un famoso pilota di caccia ed un pistolero dalla mira quasi infallibile. Quando i suoi genitori vengono uccisi dai Deathcula, giura a sé stesso di vendicarli, e resta fedele allo scopo che si è prefissato anche dopo essere entrato nella squadra della Bismarck. Nonostante ciò si rivela un ragazzo estroverso e gioviale, se non un vero e proprio "giullare" in seno al gruppo. Anche con le ragazze è estroverso, ma non più fortunato di Shinji Hikari.

Doppiato da Kazuhiko Inoue (giapponese)
Marianne Louvre
Francesina di 15 anni, è figlia di Charles Louvre, l'ingegnere a capo del progetto Bismarck. Genio dei computer, Marianne era a capo della rappresentanza inviata dalle colonie spaziali sulla Terra ma, dopo l'attacco dei Deathcula contatta le colonie per informarle della sua intenzione di unirsi al GFT. Al termine dell'incontro con i capi delle colonie viene deciso il suo ingresso nella squadra della Bismarck, molto per volere del padre. Marianne ha una mente molto tecnica ed analitica, e con la sua intelligenza e le sue conoscenze svolge un ruolo spesso determinante nelle missioni della Bismarck. Nelle battaglie è sempre molto coraggiosa ed evita, finché le è possibile, di uccidere, anche i Deathcula. Conosce Shinji Hikari sin dall'infanzia, ed in seguito si innamoreranno l'un l'altra.

Doppiata da Chie Kōjiro (giapponese)
Charles Louvre
Il Dr. Charles Louvre è un brillante scienziato su Ganimede, un politico molto rispettato ed anche il padre di Marianne. Ha diretto il progetto Bismarck per la creazione di una nave spaziale in grado di trasformarsi in un potente robot da battaglia, a seguito del secondo attacco dei Deathcula, allo scopo di contrastare i successivi attacchi degli alieni. Fiducioso nelle capacità di Shinji Hikari, gli assegna il ruolo di leader dell'equipaggio della nave.

Doppiato da Hiroshi Ito (giapponese)

### Antagonisti
Antagonisti sono i Deathcula, alieni simili in tutto e per tutto agli esseri umani, tranne che per le orecchie a punta ed i canini pronunciati. Il loro pianeta d'origine era andato distrutto in una guerra fratricida dopodiché si erano trasferiti su Metheus. Sfortunatamente quel pianeta era già morente così scelgono di lasciarlo per partire alla conquista del Sistema Solare. La loro tecnologia è molto avanzata e la loro società è ispirata ad un modello di disciplina ed obbedienza. Possono sfruttare la loro somiglianza con gli umani per infiltrarsi e studiarne da vicino il comportamento.
Hyuza
Hyuza è il cancelliere dei Deathcula ed ha l'aspetto inquietante di un grande automa dal volto demoniaco. Perse il suo corpo naturale 15 anni prima, nell'attacco alla sua navicella da parte del padre di Shinji. Il suo cervello si era però salvato ed in seguito è stato inserito nel corpo meccanico sopracitato, facendone un cyborg. Cinico e spietato, è talmente ossessionato dal desiderio di vendicarsi degli umani, da essere disposto perfino a schiantare la Hell's Paradise sulla Terra, pur sapendo che ciò causerà anche la morte della sua stessa gente, così come la sua. I suoi comandanti più fedeli sono Perios e Gustav, ma a dispetto della grande opinione che ha di loro, li tiene sempre sotto stretto controllo.

Doppiato da Seizō Katō (giapponese)
Generale Perios
Viene chiamato da Andromeda da Hyuza stesso, che ne fa uno dei suoi fedelissimi. Perios è uno stratega freddo e calcolatore, formidabile pilota e pistolero, ed è abile nel manipolare gli altri. Inoltre è estremamente ambizioso, impavido e sorprendentemente tenace. Nella serie diventerà il rivale più pericoloso per Bill.

Doppiato da Hirotaka Suzuoki (giapponese)
Generale Zatola
Zatola indossa un casco grottesco, e nel rispetto del suo ruolo che lo vede uno dei principali antagonisti della serie, è il comandante che dirige le operazioni d'invasione di Ganimede. Comanda intere legioni, ma dietro i suoi ordini vi sono le disposizioni di Hyuza. In un'occasione lo si vede infiltrarsi in una colonia. Sembra temere Hyuza ma gli è abbastanza fedele.

Doppiato da Banjō Ginga (giapponese)